# Юнак (София)
Юнак (София) е бивш футболен клуб от град София, съществувал до 1947 година, когато е обединен с Раковски (София), за да сформират ФК Спартак (София). 
За днешен наследник на Юнак (София) може да се счита ПФК Левски (София).